# Dimethylgermaniumdichlorid
Dimethylgermaniumdichlorid ist eine chemische Verbindung aus der Gruppe der germaniumorganischen Verbindungen.

## Gewinnung und Darstellung
Dimethylgermaniumdichlorid kann analog der Müller-Rochow-Synthese durch die direkte Umsetzung von Germanium mit Methylchlorid in hoher Ausbeute hergestellt werden:
{\displaystyle \mathrm {Ge+\ 2\ H_{3}CCl\ {\xrightarrow[{Cu}]{320-350\,{}^{\circ }C}}\ \ Cl_{2}Ge(CH_{3})_{2}\ } }
Bei einer katalytischen Konproportionierung von Tetramethylgermanium mit Germaniumtetrachlorid im Verhältnis 1:1, bei 150 °C im Bombenrohr bildet sich zunächst eine Mischung von Methylgermaniumtrichlorid und Trimethylgermaniumchlorid, welche sich dann bei noch höherer Temperatur zum gewünschten Produkt umsetzen:
{\displaystyle \mathrm {Ge(CH_{3})_{4}+\ GeCl_{4}\ {\xrightarrow[{GaCl_{3}}]{150\,{}^{\circ }C}}\ ClGe(CH_{3})_{3}+\ Cl_{3}GeCH_{3}} }
{\displaystyle \mathrm {ClGe(CH_{3})_{3}+\ Cl_{3}GeCH_{3}{\xrightarrow[{GaCl_{3}}]{235\,{}^{\circ }C}}\ Cl_{2}Ge(CH_{3})_{2}} }

## Eigenschaften
Dimethylgermaniumdichlorid ist eine farblose, klare Flüssigkeit mit einem Brechungsindex von 1,46 und einem Flammpunkt von 32 °C.